# Валлайе-Костер, Анна
Анна Валлайе́-Косте́р (фр. Anne Vallayer-Coster; 21 декабря 1744, Париж — 28 февраля 1818, Париж) — французская художница. Писала преимущественно натюрморты и цветочные композиции; была также известна как портретистка.

## Биография и творчество
Анна Валлайе родилась в 1744 году в Париже в семье ювелира Жозефа Валлайе (1704—1770). В то время её отец был подмастерьем на мануфактуре Гобеленов, и в детстве Анна, вероятно, имела возможность познакомиться с разными видами художественной деятельности. Когда девочке было десять лет, семья переехала в Париж, где отец открыл собственный магазин.
Достоверно неизвестно, у кого Анна обучалась живописи. Возможно, её учительницей была акварелистка и мастер ботанических иллюстраций Мадлен Баспорт. Есть также свидетельства о том, что она брала уроки у мариниста Клода Жозефа Верне. Однако не сохранилось сведений о том, что Валлайе училась у кого-либо из известных мастеров натюрморта своего времени (Шардена, Ролана Делапорта и др.).
Первая известная её работа — портрет 1762 года; наиболее ранние из сохранившихся работ относятся к 1766—1777 годам. В 1770 году она стала членом Академии искусств, представив две своих работы: «Аллегорию изобразительных искусств» и «Аллегорию музыки» (в настоящее время обе находятся в Лувре). В 1771 году состоялся её дебют в Парижском салоне, где она представила 11 натюрмортов, получивших похвальный отзыв Дени Дидро, бывшего одним из самых влиятельных критиков своего времени. Впоследствии она регулярно выставлялась в Салоне вплоть до Французской революции.
В 1781 году Анна Валлайе вышла замуж за юриста и члена парламента Жана-Пьера-Сильвестра Костера (1745—1824) и получила квартиру в Лувре, что было привилегией лишь немногих членов Академии. На протяжении всей своей жизни она пользовалась покровительством меценатов и двора; писала портреты придворной знати, а также самой Марии-Антуанетты и тётушек Людовика XVI. Это могло навлечь на неё большие неприятности в годы Революции, однако Анна с супругом не покинули Париж. Возможно, абсолютная политическая нейтральность её работ позволила ей избежать излишнего внимания к себе. Художница продолжала выставляться вплоть до 1817 года и умерла в Париже в 1818 году.
Анна Валлайе-Костер считается одним из наиболее выдающихся мастеров натюрморта Франции XVIII века. Не выдерживая сравнения со своим великим современником — Шарденом — она, тем не менее, отличается разноплановостью творчества и мастерством в создании цветочных композиций. Её работы в этом жанре — не скрупулёзные ботанические зарисовки отдельных растений, а яркие, красочные букеты, отчасти предвосхищающие работы импрессионистов (её сравнивали с Мане, Ренуаром и Фантен-Латуром). В 2002 году в Национальной галерее искусства состоялась первая монографическая выставка Анны Валлайе-Костер.

## Галерея
- «Атрибуты живописи, скульптуры и архитектуры». Холст, масло. 1769
- «Букет цветов в стакане воды». Холст, масло
- «Натюрморт с морскими растениями, кораллами и ракушками». Холст, масло. 1769
- «Портрет скрипачки». Холст, масло. 1773
- «Корзина с виноградом». 1774
- «Ваза с цветами и раковиной». Холст, масло. 1780
- «Портрет Марии-Антуанетты». Пастель. 1780
- «Ваза с цветами». 1781
- Натюрморт с макрелью, лимонами, хлебом и стеклянной посудой. 1787